# Thun
Thun (fr. Thoune) – miasto i gmina (niem. Einwohnergemeinde) w Szwajcarii, w kantonie Berno, w regionie administracyjnym Oberland, siedziba administracyjna okręgu Thun. Usytuowane nad rzeką Aare wpadającą do jeziora Thunersee. Miasto nazywane jest "Bramą do Berner Oberland".
Znane z najstarszej w Europie panoramy miejskiej wykonanej w latach 1809–1814 przez Marquarda Wochera o wymiarach: wysokość 7,5 m, długość 38,3 m i powierzchnia 287,25 m². Panorama wystawiona jest w neogotyckiej rotundzie zbudowanej specjalnie w tym celu w latach 60 XX wieku w parku miejskim. Innymi obiektami turystycznymi są: górujący nad miastem zamek z XII w. z muzeum historycznym, XVI-wieczny ratusz i miejskie Muzeum Sztuki (Kunstmuseum Thun) z ekspozycją szwajcarskiej sztuki nowoczesnej.

## Demografia
W Thun mieszka 43 476 osób. W 2020 roku 14,2% populacji gminy stanowiły osoby urodzone poza Szwajcarią.

## Historia
Pierwsza udokumentowana wzmianka o Thun pochodzi z VII-wiecznej Kroniki Fredegara. We wczesnym średniowieczu znajdowała się tutaj osada przy przeprawie przez rzekę Aare, z kościołem i grodem na wzgórzu. Pod koniec XII wieku Bertold V, książę Zähringen zbudował zamek w miejscu grodu. W 1218 roku po bezdzietnej śmierci Bertolda V miasto odziedziczyli hrabiowie z Kyburga.
W XV i XVI wieku w Thun rozwijało się prężnie rzemiosło i handel. Miasto stało się regionalnym centrum targowym. W środku miasta powstał nowy ratusz z domem handlowym na parterze, a przed nim utworzono duży plac targowy. W XVII i XVIII wieku miasto nadal się rozwijało i podejmowano pierwsze próby wprowadzenia przemysłu. Po najeździe francuskim Thun był stolicą efemerycznego kantonu Oberland, który istniał od 1798 do 1802 roku. Po 1835 roku wraz z budową hoteli i pensjonatów oraz uruchomieniem żeglugi parowej na jeziorze Thunersee miasto stało się popularnym ośrodkiem turystycznym.
W 1885 r. z Genewy do Thun przeprowadził się z rodziną Bolesław Limanowski, polski socjolog, polityk, działacz socjalistyczny i niepodległościowy. Tu za otrzymane w 1882 r. w ramach rozliczeń rodzinnych pieniądze nabył zakład fotograficzny przy ulicy Bälliz, na wyspie położonej w centrum miasta, między dwiema odnogami Aare. Mieszkał w kupionym wraz z warsztatem domu z ogródkiem nad rzeką. Tu też 15 listopada 1885 r. zmarła jego żona Wincentyna z d. Szarska. Mieszkając w Thun, Limanowski przesyłał korespondencje do prasy polskiej. Gdy okazało się, że dwaj wspólnicy w interesie fotograficznym są nieodpowiedzialni i nieuczciwi, Limanowski sprzedał zakład i wraz z synami w 1887 r. przeniósł się do Zurychu.

## Sport
Z miasta wywodzi się klub piłkarski FC Thun, debiutujący w Lidze Mistrzów w sezonie 2005/2006. Znajduje się tutaj stadion Arena Thun.

## Współpraca
Miejscowości partnerskie:
- Gabrowo, Bułgaria
- Gadjagan, Togo

## Transport
Przez teren miasta przebiega autostrada A6 oraz drogi główne nr 6 i nr 221. Znajduje się tutaj stacja kolejowa Thun oraz lotnisko Thun.

## Galeria

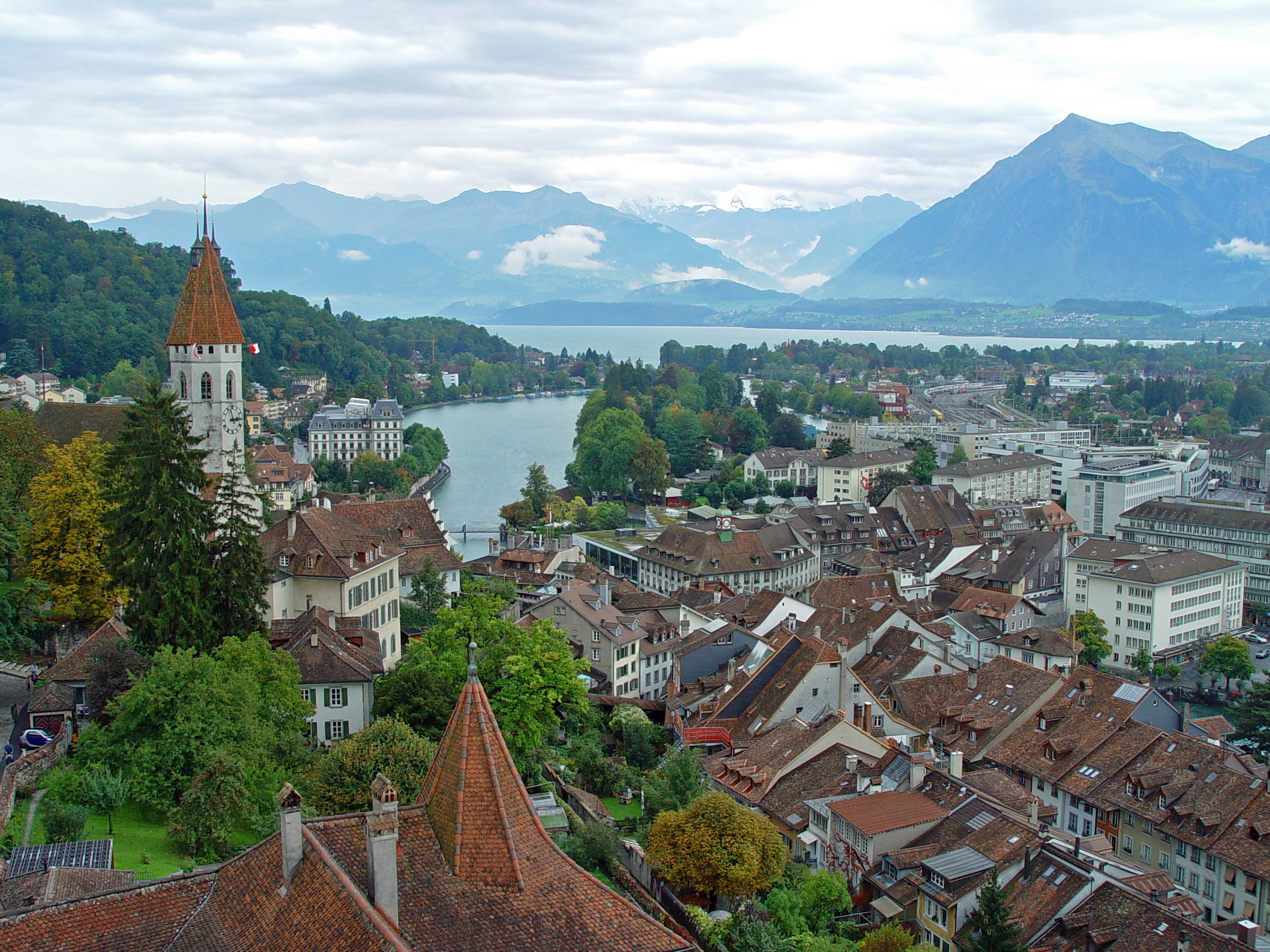
Widok na Thun z zamku
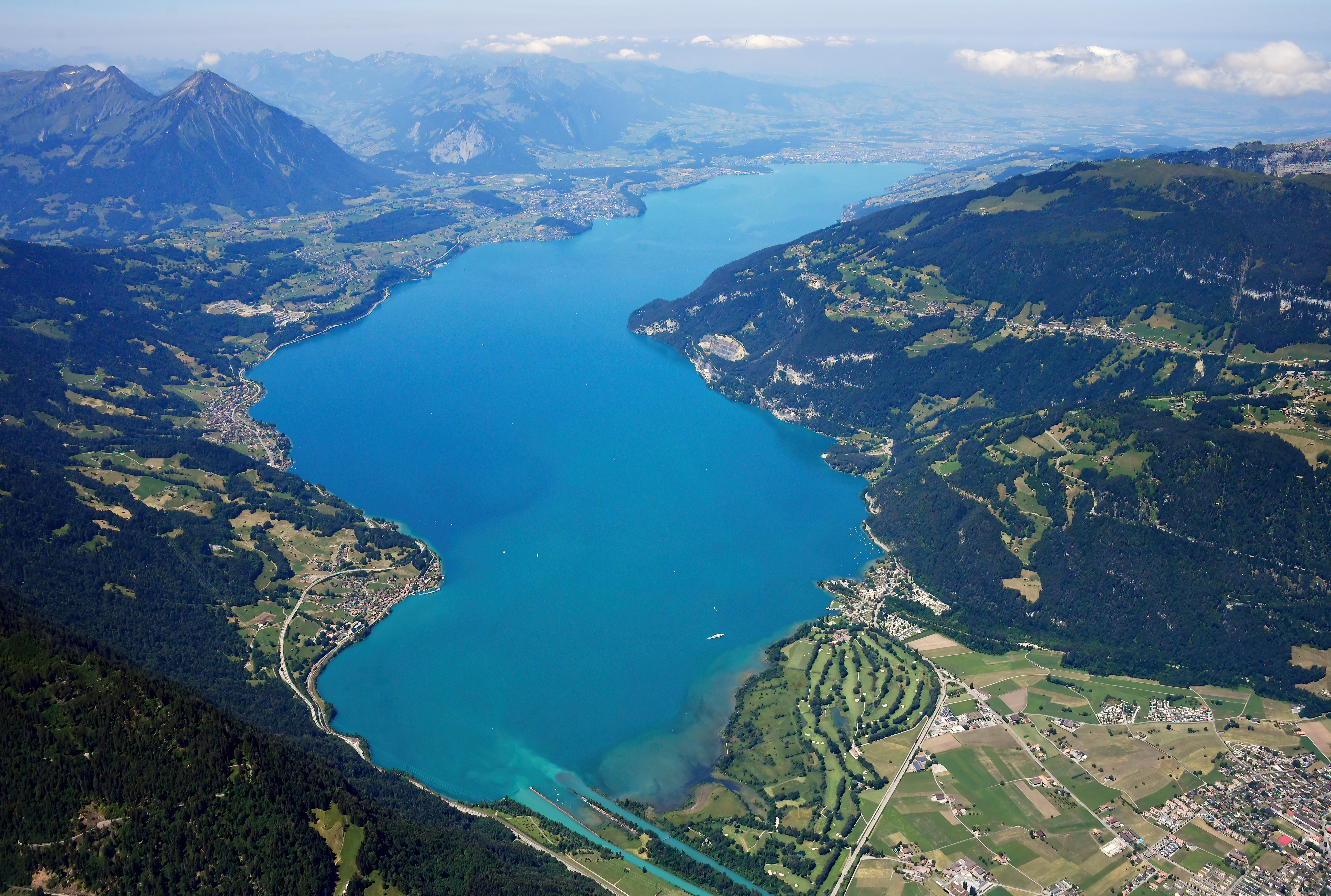
Jezioro Thunersee
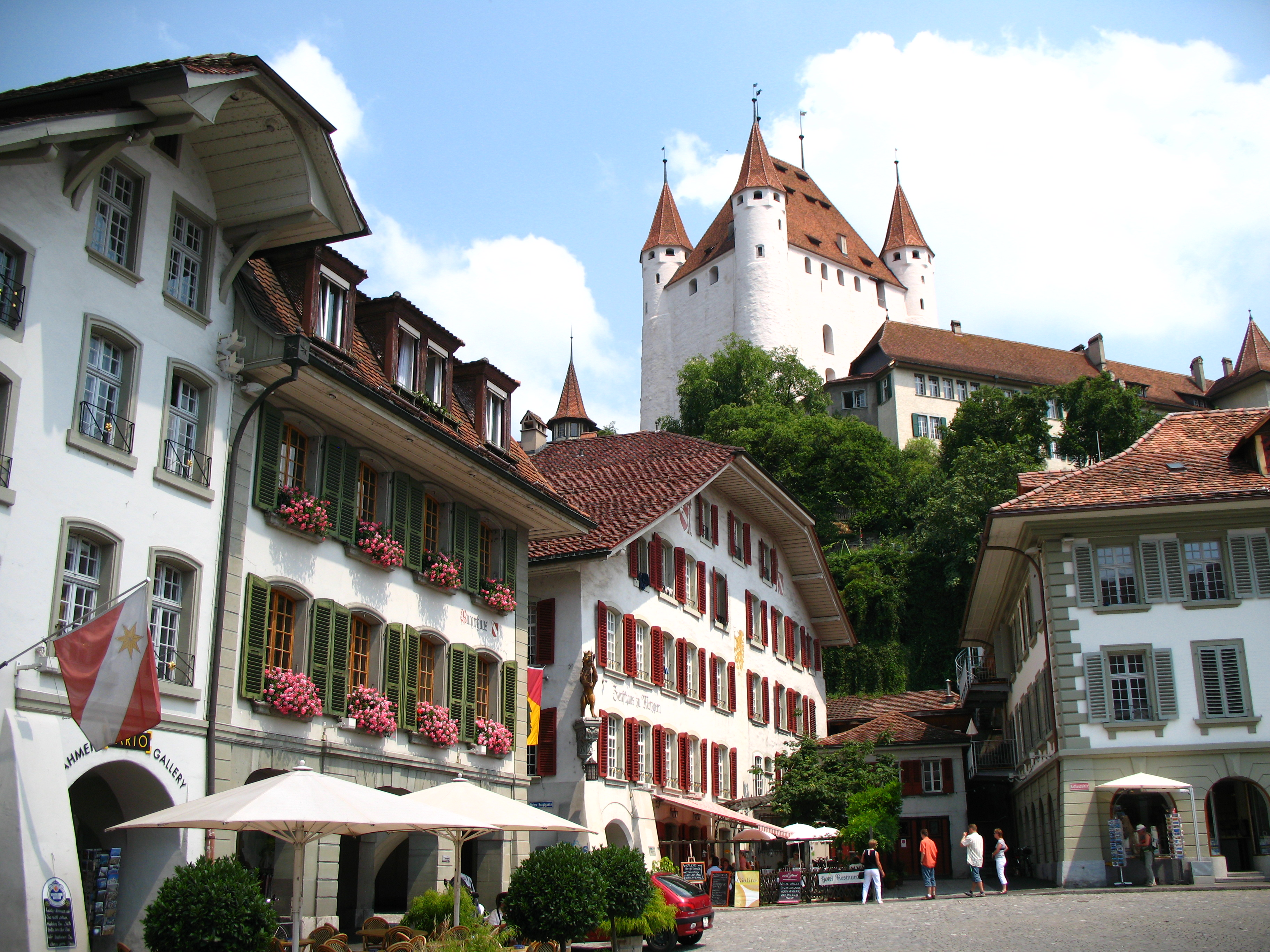
Rynek, powyżej zamek
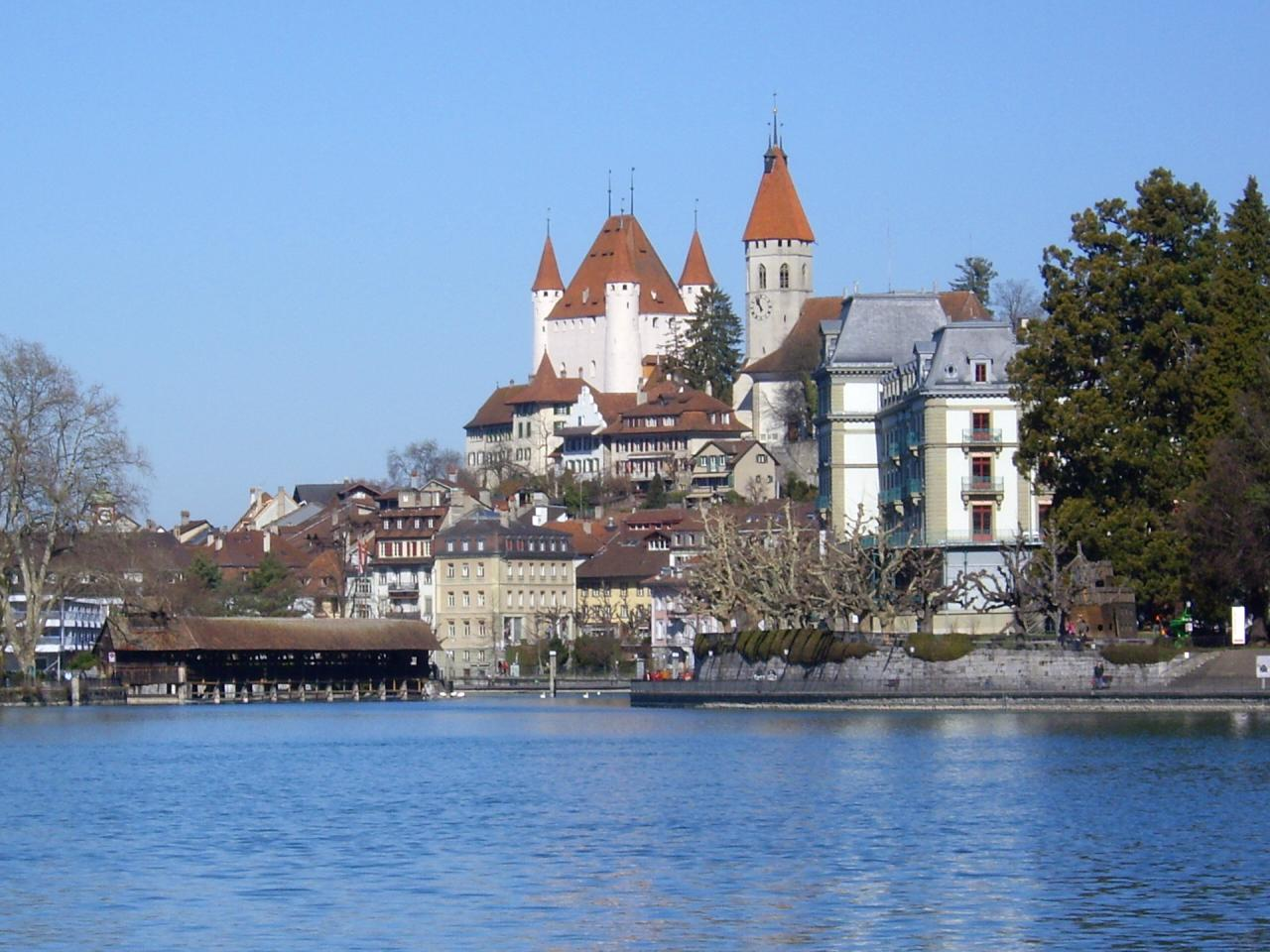
Widok na miasto z rzeki Aare

## Przypisy

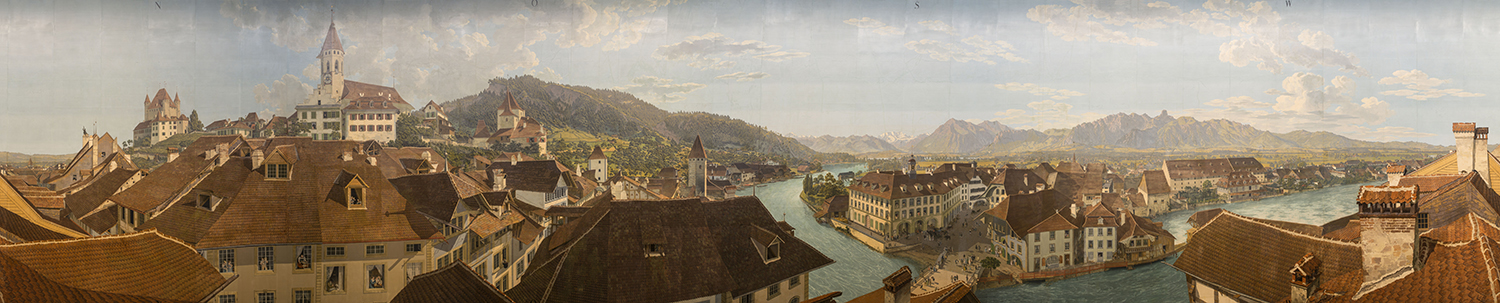
Panorama Thun wykonana w latach 1809 -1814 przez Marquarda Wochera